# Lotte Friis
Lotte Friis sinh ngày 9.2.1988 tại Blovstrød, Allerød, Đan Mạch  là một nữ vận động viên bơi lội người Đan Mạch, đã đoạt huy chương vàng trong môn bơi 800 m tự do tại Giải vô địch bơi lội thế giới ở Roma năm 2009 và ngày 28.11.2009 đã có kỷ lục thế giới ở môn bơi tự do 1.500 m trên đường đua ngắn, một kỷ lục thế giới về bơi lội lần đầu tiên của Đan Mạch trong nhiều thập niên.
Lotte Friis là thành viên của câu lạc bộ bơi lội Sigma Nordsjælland (Sigma North Sealand), nhưng hàng này cô tập luyện ở Trung tâm dành cho vận động viên ưu tú của "Liên đoàn bơi lội Đan Mạch tại thành phố Farum. Cô tốt nghiệp trung học ở trườngAllerød Gymnasium (trường trung học phổ thông) năm 2009.
Tại giải Vô địch bơi lội Đan Mạch 2007, Lotte Friis đã lập các kỷ lục Bắc Âu ở các môn bơi tự do 400m, 800m và 1.500 m, với thời gian tương ứng 4:03,67, 8:18,01 và 15:53,22, đạt tới hạng 4 (trong 400m), hạng 3 (trong 800m) và hạng nhì (trong 1.500m) trên danh sách bơi lội thế giới năm 2007.
Tại Thế vận hội mùa hè 2008 ở Bắc Kinh cô đã đoạt huy chương đồng trong môn bơi tự do 800m
Đỉnh cao nhất từ trước tới nay trong thành tích của cô là đoạt huy chương bạc trong môn bơi tự do 1.500m và sau đó huy chương vàng trong môn bơi tự do 800m tại Giải vô địch bơi lội thế giới 2009 ở Roma với thời gian thứ nhì thế giới từ trước đến nay và kỷ lục mới của giải vô địch., do đó cô là vận động viên bơi lội đầu tiên trong lịch sử của Đan Mạch trở thành vô địch thế giới ở đường đua dài
Hiện nay Lotte Friis giữ 3 kỷ lục Bắc Âu trên đường đua dài: 
- 400m tự do, thời gian 4:05,40
- 800m tự do, thời gian 8:15,92
- 1.500m tự do, thời gian 15:28,65[5]